# Jerzy Zieleński
Jerzy Zieleński (ur. 16 października 1928 w Łodzi, zm. 13 grudnia 1981 w Warszawie) – polski dziennikarz, publicysta, działacz opozycji w okresie PRL, współtwórca i pierwszy redaktor naczelny „Tygodnika Mazowsze”.

## Życiorys
W okresie II wojny światowej był żołnierzem Armii Krajowej. W 1944 uczestniczył w powstaniu warszawskim, został odznaczony Krzyżem Walecznych.
Studiował dziennikarstwo w Akademii Nauk Politycznych oraz na Wydziale Nauk Społecznych Uniwersytetu Warszawskiego, absolwentem UW został w 1969. Jako dziennikarz i reporter pracował od końca lat 40., pisząc m.in. dla „Gazety Ludowej”, „Razem”, „Sztandaru Młodych”, „Przyjaciela Żołnierza”. Przez kilkanaście lat związany z czasopismem młodzieżowym „Dookoła Świata”. Od 1970 pracował głównie dla „Życia i Nowoczesności” oraz „Problemów”. W 1965 otrzymał Złoty Krzyż Zasługi.
W połowie lat 70. zaangażował się w działalność opozycyjną, współpracując z Komitetem Obrony Robotników, publikując w „Biuletynie Informacyjnym KSS „KOR”” i „Robotniku”. Uczestniczył w organizowanych przez Stefana Bratkowskiego seminariach Konwersatorium „Doświadczenie i Przyszłość”, współtworząc Raport o stanie Rzeczypospolitej i drogach wiodących do jej naprawy.
W okresie wydarzeń sierpniowych w 1980 był sygnatariuszem skierowanego do władz komunistycznych apelu 64 naukowców, literatów i publicystów o podjęcie dialogu ze strajkującymi robotnikami. Wstąpił następnie do „Solidarności”, uczestniczył w I Krajowym Zjeździe Delegatów w Gdańsku. W 1980 wszedł w skład władz Stowarzyszenia Dziennikarzy Polskich. Był doradcą Regionu Mazowsze NSZZ „S”, który zlecił mu skompletowanie zespołu redakcyjnego nowego informacyjnego pisma związkowego.
5 listopada 1981 otrzymał od Zarządu Regionu Mazowsze NSZZ „S” nominację na redaktora naczelnego „Tygodnika Mazowsze”, który miał być pismem legalnym i cenzurowanym, o planowanym nakładzie 250 tys. egzemplarzy. W drugim tygodniu grudnia, po kilku tygodniach intensywnej pracy nad pierwszym numerem, w której jego głównymi współpracownikami byli Marek Rapacki i Tomasz Sypniewski, Jerzy Zieleński został hospitalizowany w lecznicy rządowej przy ul. Hożej w Warszawie. 12 grudnia wydanie było gotowe do druku; Jerzy Zieleński wieczorem dzwonił w tej sprawie do Marka Rapackiego. Jednak 13 grudnia 1981 Rada Państwa wprowadziła stan wojenny, co wykluczyło możliwość legalnego druku pisma. Nad ranem tego samego dnia Jerzy Zieleński popełnił samobójstwo, skacząc z okna sali chorych w szpitalu, w którym przebywał.
W związku z delegalizacją „Solidarności” redagowanie „Tygodnika Mazowsze” przeniesiono do podziemia, a kierownictwo nad pracami objęła Helena Łuczywo. Przygotowany przez Jerzego Zieleńskiego legalny numer nigdy się nie ukazał, a w nawiązaniu do jego śmierci nowe, „wojenne” wydanie wstępne z 11 lutego 1982 zostało opatrzone numerem drugim.
W 2003 Rada Etyki Mediów po raz pierwszy przyznała nagrodę jego imienia.

## Publikacje
- Dajcie szansę Ziemi, Książka i Wiedza, Warszawa 1971
- Demon przychodzi we środy, Iskry, Warszawa 1974
- Intruz w świątyni nauki, Iskry, Warszawa 1980
- Stan oblężenia w raju, Iskry, Warszawa 1963
- Sześciu mędrców z „Bogatego szczęścia”, Iskry, Warszawa 1961[10]